# Tiếng Tigre
Tiếng Tigre (tiếng Ge'ez: ትግረ tigre hay ትግሬ tigrē), được biết đến nhiều hơn ở Eritrea với tên Tigrayit ትግራይት, và ở Sudan với tên Xasa (tiếng Ả Rập: الخاصية ḫāṣiyah), là một Phi-Á được nói tại Đông Bắc Phi. Nó thuộc về nhánh Bắc Ethiopia của nhóm ngôn ngữ Nam Semit và chủ yếu được nói bởi người Tigre tại Eritrea. Cùng với tiếng Tigrinya, đây là ngôn ngữ gần gũi nhất còn tồn tại của tiếng Ge'ez (một ngôn ngữ cổ mà nay vẫn là ngôn ngữ phụng vụ trong Giáo hội Tewahedo Chính Thống giáo Ethiopia và Giáo hội Tewahedo Chính Thống giáo Eritrea. Thời điểm năm 1997, tiếng Tigre được nói bởi khoảng 800.000 người Tigre tại Eritrea. Người Tigre chủ yếu cư ngụ ở tây Eritrea, dù họ cũng sinh sống tại vùng cao địa bắc Eritrea và lan tới cả khu vực lân cận thuộc Sudan, cũng như vùng duyên hải biển Đỏ của Eritrea bắc Zula.
Người Tigre không nên bị nhầm lẫn với những láng giềng của họ ở phía nam, người Tigrayan tại Ethiopia và người Tigrinya Biher tại Eritrea. Mạn bắc Ethiopia, nay gọi là vùng Tigray là lãnh thổ của người Tigrayan. 